# Татарчук, Владимир Владимирович
Влади́мир Влади́мирович Татарчу́к (20 сентября 1987, Москва) — российский футболист, полузащитник. Сын футболиста Владимира Татарчука.

## Карьера

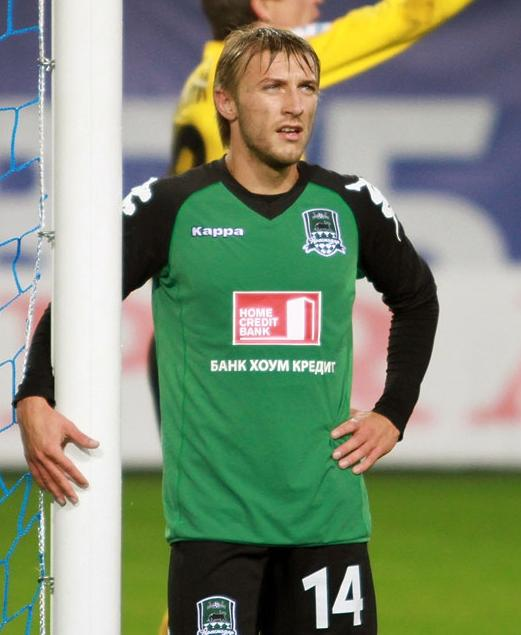
Татарчук в составе «Краснодара»

В 2006—2007 годах выступал за дубль ЦСКА, провёл в его составе 65 игр, забил 4 гола. В 2005 году его команда победила в турнире дублёров, в 2004, 2006 и 2007 годах заняла 2-е место (при этом в турнире-2004 Татарчук провёл всего 1 матч, в трёх остальных розыгрышах играл регулярно). За основной состав провёл 3 матча в Кубке России, в Премьер-лиге же не играл. В 2008 году покинул клуб:

«Правда ли, что армейцы меня признали бесперспективным и легко отпустили? Ну да, всё верно. ЦСКА меня, к счастью, забраковал. Если бы не забраковали, то, наверное, и сидел бы в запасе или вообще не нашёл бы себя в футболе».

С 2008 года выступал за «Краснодар», сначала в зоне «Юг» второго дивизиона, затем в первом дивизионе, а после в Премьер-лиге. Стал первым футболистом, сыгравшим за «Краснодар» 100 официальных матчей, памятная награда была вручена Татарчуку после домашнего матча против «Спартака-Нальчика» 19 ноября 2011 года.
13 июля 2012 года подписал контракт с клубом «Спартак-Нальчик». Вторую половину сезона 2012/13 провёл в московском «Торпедо», за которое сыграл 5 матчей. В сезоне 2013/14 выступал за воронежский «Факел». В августе 2015 года подписал контракт с пензенским «Зенитом».
После окончания карьеры стал тренером в академии клуба «Краснодар».

## Достижения
- Обладатель Кубка России: 2005/06

## Семья
Жена — Екатерина Татарчук.